# Felkendorf
Felkendorf (oberfränkisch: Felgn-doaf) ist ein Gemeindeteil des Marktes Thurnau im Landkreis Kulmbach (Oberfranken, Bayern). Die Gemarkung Felkendorf hat eine Fläche von 2,910 km². Sie ist in 363 Flurstücke aufgeteilt, die eine durchschnittliche Flurstücksfläche von 8016,03 m² haben. In ihr liegen neben dem namensgebenden Ort die Gemeindeteile Kleetzhöfe, Meißnersleithen und Putzenstein.

## Geographie
Die unmittelbare Umgebung des Dorfes besteht aus Acker- und Grünland, an die sich im Westen, Süden und Osten Waldflächen anschließen. Der Ort liegt nordöstlich eines Höhenzuges des Obermainischen Hügellandes, zu dem die  Kleetz (561 m ü. NHN, 1,1 km südwestlich) und der Hetzenberg (550 m ü. NHN, 1,3 km südlich) gehören. Nach Osten in Richtung Limmersdorfer Forst hin fällt das Gelände ab. Die Kreisstraße BT 16/KU 17 führt nach Limmersdorf (1,1 km nordwestlich) bzw. nach Pleofen (2,1 km südöstlich). Eine Gemeindeverbindungsstraße führt an Meißnersleithen vorbei nach Kleetzhöfe zur Kreisstraße KU 7 (1,3 km südwestlich).

## Geschichte
Der Ort wurde 1307 als „Volchendorf“ erstmals urkundlich erwähnt. 1316 wurde der Ort „Velkendorf“ genannt, ab 1398 „Felkendorf“. Das Bestimmungswort ist der Personenname Folicho (= PN Folo + Diminutivsuffix -icho). Mit dem Personennamen wurde wahrscheinlich der Gründer der Siedlung angegeben. 1936 wurde beim Bau einer Straße von Thurnau nach Tannfeld in Kleetzhöfe das frühmittelalterliche Reihengräberfeld Kleetzhöfe mit 80 Gräbern aus dem 8. und 9. Jahrhundert entdeckt. Es ist das erste vollständig untersuchte Reihengräberfeld Oberfrankens.
Gegen Ende des 18. Jahrhunderts bestand das Dorf aus 18 Anwesen. Das Hochgericht und die Dorf- und Gemeindeherrschaft übte das Giech’sche Amt Thurnau aus. Grundherren waren das Amt Thurnau (2 Höfe, 1 Gut mit Schmiede, 1 Dreiviertelgut, 1 Halbgut, 1 Viertelgut, 1 Söldengütlein, 5 Sölden, 2 Halbsölden, 1 Haus, 1 Häuslein, 1 Hofstatt) und das Rittergut Thurnau (1 Gut).
Von 1797 bis 1810 unterstand der Ort dem Patrimonialgericht Thurnau. 1810 kam Felkendorf zum Königreich Bayern. Mit dem Gemeindeedikt wurde Felkendorf dem 1811 gebildeten Steuerdistrikt Limmersdorf zugewiesen. Mit dem Zweiten Gemeindeedikt von 1818 entstand die Ruralgemeinde Felkendorf, zu der die Kleetzhöfe gehörten. Sie war in Verwaltung und Gerichtsbarkeit dem Herrschaftsgericht Thurnau (ab 1852 Landgericht Thurnau) zugeordnet und in der Finanzverwaltung dem Rentamt Thurnau (1919 in Finanzamt Thurnau umbenannt). Zu dieser Zeit wurde Meißnersleithen auf dem Gemeindegebiet gegründet. Ab 1862 gehörte Felkendorf zum Bezirksamt Kulmbach (1939 in Landkreis Kulmbach umbenannt). Die Gerichtsbarkeit blieb beim Landgericht Thurnau (1879 in das Amtsgericht Thurnau umgewandelt), von 1929 bis 1972 war das Amtsgericht Bayreuth zuständig, seitdem ist es das Amtsgericht Kulmbach. 1899 wurde Putzenstein von der Gemeinde Neustädtlein abgetreten. 1930 wurde die Finanzverwaltung vom Finanzamt Bayreuth übernommen, seit 1973 ist das Finanzamt Kulmbach zuständig. Die Gemeinde hatte ursprünglich eine Gebietsfläche von 2,805 km², die sich durch die Eingemeindung von Putzenstein auf 2,890 km² vergrößerte.
Am 1. April 1971 wurde die Gemeinde Felkendorf in die Gemeinde Limmersdorf eingegliedert, die am 1. Mai 1978 in den Markt Thurnau eingemeindet wurde.

### Bau- und Bodendenkmäler
- Kreuzstein
- 1936 wurde beim Bau einer Straße von Thurnau nach Tannfeld ein frühmittelalterliches Gräberfeld aus dem 8. bis 9. Jahrhundert in Felkendorf-Kleetzhöfe entdeckt.[16]

### Einwohnerentwicklung
Gemeinde Felkendorf
| Jahr      | 1818   | 1840   | 1852   | 1855   | 1861   | 1867   | 1871   | 1875   | 1880   | 1885   | 1890   | 1895   | 1900   | 1905   | 1910   | 1919   | 1925   | 1933   | 1939   | 1946   | 1950   | 1952   | 1961   | 1970   |
| Einwohner | 131    | 122    | 122    | 118    | 121    | 130    | 119    | 122    | 138    | 132    | 137    | 150    | 157    | 146    | 128    | 132    | 128    | 123    | 108    | 164    | 149    | 152    | 119    | 103    |
| Häuser    | 17     |        |        |        |        |        | 21     |        |        | 22     | 22     |        | 24     |        |        |        | 24     |        |        |        | 24     |        | 24     |        |
| Quelle    | [ 10 ] | [ 18 ] | [ 18 ] | [ 18 ] | [ 19 ] | [ 20 ] | [ 21 ] | [ 22 ] | [ 23 ] | [ 11 ] | [ 24 ] | [ 18 ] | [ 12 ] | [ 18 ] | [ 25 ] | [ 18 ] | [ 26 ] | [ 18 ] | [ 18 ] | [ 18 ] | [ 27 ] | [ 18 ] | [ 28 ] | [ 29 ] |

Ort Felkendorf
| Jahr      | 001809 | 001818 | 001861 | 001871 | 001885 | 001900 | 001925 | 001950 | 001961 | 001970 | 001987 |
| Einwohner | 92     | 106    | 95     | 93     | 105    | 108    | 94     | 110    | 86     | 74     | 82     |
| Häuser    |        | 14     |        |        | 18     | 18     | 18     | 18     | 18     |        | 20     |
| Quelle    | [ 30 ] | [ 10 ] | [ 19 ] | [ 21 ] | [ 11 ] | [ 12 ] | [ 26 ] | [ 27 ] | [ 28 ] | [ 29 ] | [ 1 ]  |

## Religion
Der Ort ist seit der Reformation evangelisch-lutherisch geprägt und nach St. Johannes der Täufer (Limmersdorf) gepfarrt.